# João Batista dos Santos
João Batista dos Santos, barão e visconde de Ibituruna (São João del Rei, 14 de junho de 1828 — Rio de Janeiro, 10 de janeiro de 1911) foi um professor acadêmico, médico e político brasileiro. Atuou entre 1886 e 1889, como Inspetor Geral da Inspetoria Geral de Higiene. Foi o último presidente da província de Minas Gerais, de 28 de junho a 16 de novembro de 1889. 

## Biografia
Formado em medicina pela Faculdade de Medicina do Rio de Janeiro, foi capitão cirurgião da Guarda Nacional e médico da Imperial Câmara. Atuou como inspetor da Escola de Santa Isabel, vinculada à Academia Imperial de Medicina. Em 1881 fundou a Escola João dos Santos em São João del-Rei em homenagem ao pai, João dos Santos Pinho. Foi eleito sócio correspondente do IHGB em 1888. Também escreveu e publicou diversas teses e livros relacionados a sua especialização, a medicina.
Foi eleito membro da Academia Imperial de Medicina em 1863, com o número acadêmico 93, na presidência de Antônio Félix Martins.